# Представник Президента України
Враховуючи те, що Президент України є главою держави постає необхідність інформування цього органу та представлення його інтересів в різних органах та на підприємствах України. Такими суб'єктами є Представники Президента України у Автономній Республіці Крим, Конституційному Суді України, Верховній Раді України, Кабінеті Міністрів України.

## Глави місцевих державних адміністрацій (1992-1997)
Відповідно до Закону «Про Представника Президента України», що діяв з 5 березня 1992 до 12 червня 1997 Представниками Президента України називалися глави місцевих державних адміністрацій відповідно в області, містах  Києві, Севастополі, районі, районі міст Києва і Севастополя.

## Представництво Президента України в Автономній Республіці Крим
Представництво Президента України в Автономній Республіці Крим є державним органом, утвореним відповідно до Конституції України з метою сприяння виконанню в Автономній Республіці Крим повноважень, покладених на Президента України. Представництво очолює Постійний Представник Президента України в Автономній Республіці Крим. Представництво утворюється Президентом України і безпосередньо йому підпорядковується. У своїй діяльності Представництво керується Конституцією України, цим та іншими законами України, указами і розпорядженнями Президента України та актами Кабінету Міністрів України.
Постійний Представник Президента України в Автономній Республіці Крим здійснює загальне керівництво діяльністю Представництва, несе персональну відповідальність за виконання покладених на Представництво завдань. Постійний Представник призначається на посаду та звільняється з посади Президентом України.
Представництво:
- вивчає стан виконання в Автономній Республіці Крим Конституції і законів України, указів і розпоряджень Президента України, актів Кабінету Міністрів України.
- сприяє додержанню конституційних прав і свобод людини і громадянина та досягненню міжнаціональної злагоди, соціально-економічної і політичної стабільності в Автономній Республіці Крим.
- готує і подає на розгляд Президентові України аналітичні матеріали з питань розвитку соціально-економічних та політичних процесів в Автономній Республіці Крим
- виконує інші функції передбачені законом.

## Представництво Президента України у Конституційному суді
Представник Президента України в Конституційному Суді України — посадова особа, яка уповноважена Президентом представляти його у Конституційному Суді України.
Представник:
- бере участь у підготовці проєктів конституційних подань до Конституційного суду України і представляє їх Президентові України.
- вносить за дорученням Президента зміни, або уточнення до конституційних подань внесених до Конституційного, а також до тих подань, що перебувають у конституційному провадженні.
- інформує Президента України про хід і результати розгляду справ у Конституційному Суді.

## Представництво Президента України у Верховній Раді
Представник Президента України у Верховній Раді України є особою, яка уповноважується Президентом України забезпечувати взаємодію між Президентом України і Верховною Радою України. Представник Президента України у своїй діяльності керується Конституцією України, законами України, актами Президента України, цим Положенням, розпорядженнями Глави Секретаріату Президента України. Основним завданням Представника Президента України є забезпечення взаємодії між Президентом України та Верховною Радою України.
Представник Президента України відповідно до покладених на нього завдань:
- бере участь у встановленому порядку в засіданнях Верховної Ради України, її постійних та тимчасових комісій, депутатських фракцій, а також в інших заходах, що здійснюються Верховною Радою України, її органами та посадовими особами;
- представляє на засіданнях Верховної Ради України, її комітетів та тимчасових комісій проєкти законів, пропозиції Президента України до законів, повернутих главою держави для повторного розгляду, а також інших документів, внесених Президентом України;
- інформує Президента України про хід і результати розгляду у Верховній Раді України та її органах документів, внесених Президентом України;
- здійснює моніторинг проєктів законів, постанов Верховної Ради України, внесених іншими суб'єктами законодавчої ініціативи, бере участь у здійсненні аналізу таких проєктів, зокрема з питань, що виникають у взаємовідносинах Президента України з Верховною Радою України, та в разі потреби вносить відповідні пропозиції;
- виконує інші доручення Президента України.

Представники:
- Мусіяка Віктор Лаврентійович (листопад 1995 — червень 1996)
- Шаров Ігор Федорович (12 жовтня 1996 — 14 січня 1997)
- Безсмертний Роман Петрович (вересень 1997 — квітень 2002)
- Соболєв Сергій Владиславович (3 березня 2005 — 22 вересня 2005)
- Ключковський Юрій Богданович (листопад 2005 — листопад 2006)
- Зварич Роман Михайлович (листопад 2006 — серпень 2007)
- Олійник Петро Михайлович (грудень 2008 — січень 2009)
- Попов Ігор Володимирович (24 березня 2009—2010)
- Мірошниченко Юрій Романович (2010—2014)
- Князевич Руслан Петрович (17 червня 2014 — ?)
- Кубів Степан Іванович (2015—2016)
- Герасимов Артур Володимирович (30 травня 2016 — ?)
- Луценко Ірина Степанівна (квітень 2017 — травень 2019)
- Стефанчук Руслан Олексійович (21 травня 2019 — 6 жовтня 2021[2])
- Веніславський Федір Володимирович (12 вересня 2022[3] — 7 грудня 2023[4])
- Михайлюк Галина Олегівна (з 20 грудня 2023 року)[5] .

## Представництво Президента України в Кабінеті Міністрів
Представник Президента України у Кабінеті Міністрів України представляє Президента України у відносинах з Кабінетом Міністрів України. Представник Президента України призначається та звільняється Президентом України. Представником Президента України є за посадою один із заступників Керівника Офісу Президента України. Основними завданнями Представника Президента України є забезпечення здійснення постійного зв'язку між Президентом України та Кабінетом Міністрів України, вирішення питань, що виникають у взаємовідносинах Президента України та Кабінету Міністрів України. Організаційне забезпечення діяльності Представника Президента України здійснює відповідний структурний підрозділ Секретаріату Президента України.
Представник Президента України:
- бере участь у засіданнях Кабінету Міністрів України з правом дорадчого голосу, представляє на засіданнях Кабінету Міністрів України;
- бере участь у розробленні проєктів законодавчих актів, які вносяться Президентом України або за його дорученням Кабінетом Міністрів України до Верховної Ради України з питань діяльності Кабінету Міністрів України, центральних та місцевих органів виконавчої влади;
- здійснює за дорученням Президента України інші функції.